# Teofilatto (nome)
Teofilatto  è un nome proprio di persona italiano maschile.

## Varianti
- Maschili: Teofilato[1], Tafiletto[1]
- Femminili: Teofilatta[2]

### Varianti in altre lingue
- Bulgaro: Теофилакт (Teofilakt)
- Catalano: Teofilacte
- Francese: Théophylacte
- Greco antico: Θεοφυλακτος (Theophylaktos)[3]
- Greco moderno: Θεοφύλακτος (Theofylaktos)[3]
- Inglese: Theophylact
- Latino:  Theophylactus, Theophilatus[1]
- Macedone: Теофилакт (Teofilakt)
- Polacco: Teofilakt
- Portoghese: Teofilacto, Teofilato
- Russo: Феофилакт (Feofilakt)[3]
  - Ipocoristici: Филат (Filat)[3]
- Serbo: Теофилакт (Teofilakt)
- Spagnolo: Teofilacto
- Tedesco:  Theophylakt
- Ucraino: Теофілакт (Teofilakt), Феофілакт (Feofilakt)

## Origine e diffusione
Continua l'antico nome greco, di tradizione bizantina, Θεοφυλακτος (Theophylaktos), composto da θεος (theos, "dio") e φυλακτεος (phylakteos, "essere osservato"), e quindi può essere interpretato come "osservato da Dio". Alcune fonti riconducono il secondo elemento a φύλαξ (phylax, "guardiano", "custode"), col significato complessivo di "Dio è la mia difesa".

## Onomastico
L'onomastico si può festeggiare l'8 marzo (o il 7) in memoria di san Teofilatto, vescovo di Nicomedia che venne esiliato in Caria, oppure il 31 dicembre in memoria di un altro san Teofilatto, chierico a Santa Sofia e poi vescovo di Ocrida. Il 1º gennaio si ricorda infine san Pietro d'Atroa, nato Teofilatto, monaco, abate, eremita e taumaturgo.

## Persone
- Teofilatto, nobile romano
- Teofilatto, esarca d'Italia
- Teofilatto II dei conti di Tuscolo, nome di battesimo di Papa Benedetto VIII
- Teofilatto III dei conti di Tuscolo, nome di battesimo di Papa Benedetto IX
- Teofilatto di Ocrida, vescovo e scrittore bizantino
- Teofilatto Simocatta, storico bizantino